# VR (agent innervant)
Pour les articles homonymes, voir VR.
Le VR, VX russe ou substance 33, est un agent innervant de la « série V » étroitement apparenté au VX, dont il est un isomère. Il a servi de prototype à la réalisation d'une série d'agents novitchok. Selon l'expert américain Jonathan Tucker (en), la première formulation binaire développée dans le cadre du programme soviétique d'armement chimique Foliant était destinée à produire la substance 33, qui ne différait du VX que par les substituants alkyle sur ses atomes d'azote et d'oxygène ; c'est cette arme qui reçut la première le nom de code novitchok.
La dose létale du VR est du même ordre que celle du VX : de 10  à   50 mg. Le VR est cependant davantage sujet à la décomposition en raison de l'utilisation d'un substituant diéthylamine au lieu de diisopropylamine : ce dernier empêche plus efficacement l'atome d'azote d'attaquer l'atome de phosphore ou le carbone α voisin du soufre, ce qui stabilise le VX davantage que le VR. C'est sa meilleure stabilité qui aurait conduit l'Occident à privilégie le VX pour développer des armes chimiques.
Ces deux agents infligent à leurs victimes des symptômes semblables à ceux d'autres agent à effet anticholinestérase, et leur traitement reste le même. Cependant, la fenêtre pendant laquelle le traitement aux empoisonnements aux agents de la série V de seconde génération restent efficaces est plus restreinte car ceux-ci dénaturent l'acétylcholinestérase de manière semblable à celle du soman. Un traitement préventif à la pyridostigmine suivi par l'atropine et le diazépam après exposition peuvent permettre de réduire les symptômes mais resteront insuffisants pour empêcher la mort si l'agent innervant a été absorbé en trop grande quantité.
Outre les convulsions et effets habituels des inhibiteurs de l'acétylcholinestérase, certains agents de la série V de seconde génération sont connus pour plonger leurs victimes dans le coma.